# Awilda
Awilda (coneguda també com a Alwilda, Alvilda, Altilda, Alvild o Alvhilda de Gotland), va ser una dona pirata. Alguns historiadors dubten de la història d'Awilda i es considera una llegenda.

## La llegenda
Awilda era la filla d'un rei escandinau del segle v; referit en una sola font com Synardus i un «rei gòtic». Es diu que el rei, el seu pare, havia acordat un matrimoni entre ella i Alf, el príncep hereu de Dinamarca, el pare del qual era el rei Sygaro de Dinamarca. No obstant això, Awilda va rebutjar l'elecció del seu pare. Ella i algunes de les seves amigues es van vestir com a mariners i van comandar una nau. Mentre navegaven, es van trobar amb un vaixell pirata que havia perdut recentment el seu capità, i els pirates van triar a Awilda com la seva capitana. El rei de Dinamarca va enviar el seu fill i un vaixell de guerra per lluitar contra els pirates. El príncep Alf i els seus homes van poder abordar el vaixell pirata van guanyar la batalla. Pel que sembla, Awilda es va quedar tan impressionada amb el coratge del príncep que li va revelar la seva veritable identitat i va decidir casar-se amb ell. Es van casar a bord, i van viure feliços per sempre com a rei i reina de Dinamarca.

## Versions modernes

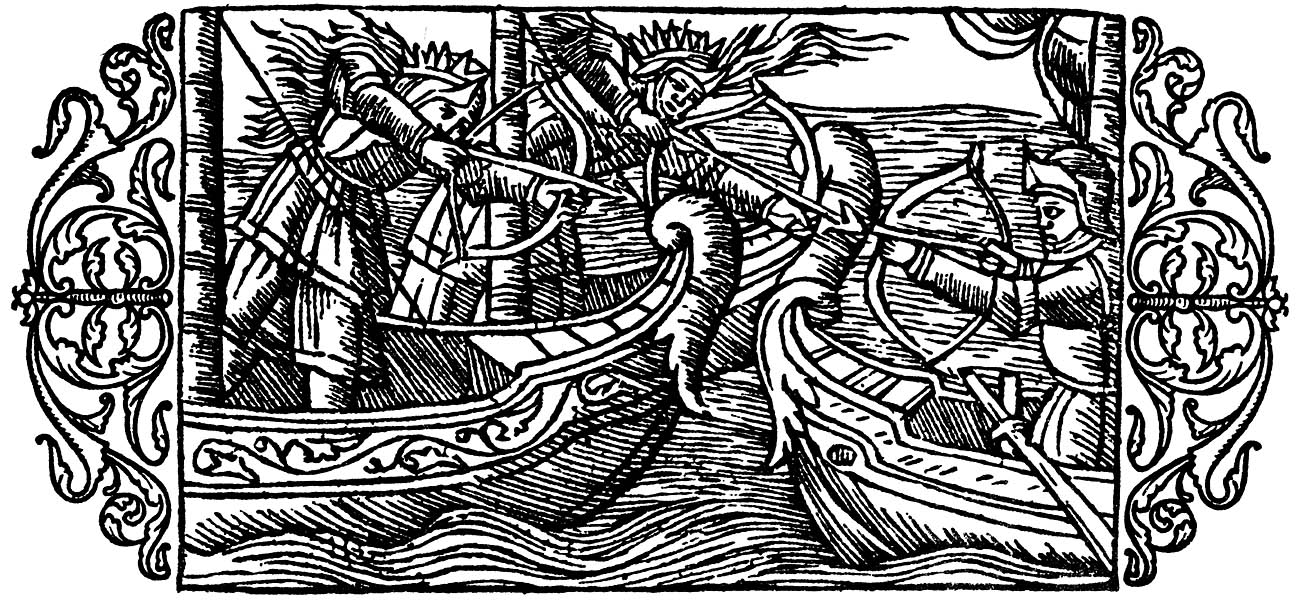
On Viking Expeditions of Highborn Maids: Two female warriors, of royal family according to the crowns on their heads, are participating in a sea battle. A Description of the Northern Peoples (1555), d'Olaus Magnus

El poeta italià Torquato Tasso va escriure la seva tragèdia més famosa sobre la seva història, anomenada Il Re Torrismondo, on Alvida es promet com a matrimoni al rei de Suècia, Germondo, però s'enamora de Torrismondo, així que decideix suïcidar-se per no escollir entre amor i honor.
A One Piece, un anime i manga japonès, una capitana de pirates es diu Alvida, en referència a Awilda.